# C13H11NO2
化学式C13H11NO2的化合物（摩尔质量：213.23 g/mol）可以指：
- 芬那酸，CAS号：91-40-7
- 3-硝基二苯甲烷，CAS号：5840-41-5
- 4-甲基-4'-硝基联苯，CAS号：2143-88-6
- 水杨酰苯胺（英语：Salicylanilide），CAS号：87-17-2
- 吡啶甲酸苄酯
  - 2-吡啶甲酸苄酯，CAS号：71653-37-7 
  - 烟酸苄酯（義大利語：Nicotinato di benzile）（3-吡啶甲酸苄酯），CAS号：94-44-0 
  - 异烟酸苄酯（4-吡啶甲酸苄酯），CAS号：21182-01-4
- 二苯基氨基甲酸，CAS号：4374-88-3
- 4'-氨基联苯-4-甲酸，CAS号：5730-78-9
- 4-氨基苯甲酸苯酯，CAS号：10268-70-9

|  | 这个同类索引页列出了具有相同分子式的化学物（即同分異構體）条目。 除非您是有意链接至本页，否则应将相应条目的内部链接指向正确的条目。 |